# 1944征服世界
《1944 征服世界》是日本卡普空公司于2000年6月20日推出的一款街机游戏。

## 概要
《1944 征服世界》是卡普空“194X系列”的最后一作，本游戏的背景以二战为主，玩家与《1942》一样操作美军的P-38闪电式战斗机，与日军展开决战。不同的是，玩家2操作ZERO战斗机。在游戏开始时，飞机取得10颗金色菱形，就获得两架小飞机，在第8关开始时，小飞机的子弹变成激光弹。

## 系统
《1944 征服世界》使用8方向摇杆来移动，两个按钮分别控制普通攻击与投炸弹，游戏总共有15关。

## 各关头目命名
在头目出现之前都会出现头目的图纸，并出现头目名字及其英文名称，过关后显示“XX击沉（或击坠、击破）”的字样，以下是各关头目的命名：
- 第1关：高速駆逐舰 “凪” (NAGI)
- 第2关：新型重戦车 “遉兜” (CHOUTO)
- 第3关：试作攻撃机 “茜” (AKANE)
- 第4关：巡航戦车 “烽” (NOROSHI)
- 第5关：大陆间爆撃机 “穹王” (KYUOU)
- 第6关：特型攻撃机 “遥” (HARUKA)
- 第7关：対潜巡洋舰 “戒” (KAI)
- 第8关：多炮塔戦车 “础” (ISHIZUE)
- 第9关：中型爆撃机 “暁” (AKATSUKI)
- 第10关：超弩级戦舰 “隗神” (KAIZIN)
- 第11关：防空戦舰 “勇” (YU)
- 第12关：双胴输送舰 “猛” (TAKE)
- 第13关：大型戦闘机 “岚” (ARASHI)
- 第14关：轨道式戦车 “极” (GOKU)
- 第15关：移动要塞 “遖砦” (APPARETORIDE)